# Anton Kesselbacher
Anton (Toni) Kesselbacher (* 8. Juni 1964 in Rottenmann) ist ein österreichischer Triathlon-Trainer. Er ist Landestrainer des Salzburger Triathlonverbandes (STRV) und ehemaliger Bundestrainer des Österreichischen Triathlonverbandes (ÖTRV).

## Werdegang
Von 1986 bis 1996 war Kesselbacher  Leistungssportler in den Bereichen Berglauf, Duathlon und Triathlon und erreichte dabei die Aufnahme in den Kader des Österreichischen Triathlonverbandes. Beruflich war er vorwiegend als Techniker tätig.
Er studierte Sportwissenschaften an der Universität Salzburg und schloss 2003 mit seiner Diplomarbeit zum Thema Herzfrequenzvariabilität ab. Nach dem Studium widmete er sich unter anderem dem Coaching nationaler und internationaler Athleten aus dem Bereich Ausdauersport. Zu Beginn seiner Laufbahn betreute er Sportler wie Lisa Perterer und Andreas Giglmayr. 2009 und 2010 war er hauptberuflicher Bundestrainer beim ÖTRV.
Nebenbei entwickelte Kesselbacher als Start-up teilweise in Zusammenarbeit mit der Universität Salzburg – in einem Förderprojekt des Landes Salzburg – ein Diagnosesystem unter dem Namen HRV-Coaching zur Abschätzung vegetativer Beanspruchungen. Die Basis dazu lieferte die Erfassung und Bewertung der Herz-Raten-Variabilität (HRV). Zunächst war er als Einzelunternehmer tätig, 2017 gründete er die GmbH Abios mit Sitz in der Salzburger Science City Itzling mit einer Mietförderung der Stadt Salzburg. Über Jahre unterstützte er mit dem Diagnosesystem Sportler wie Eva Dollinger (Triathlon), Thomas Rohregger (Rad) und Alban Lakata (Mountainbike).
Keselbacher ist sportlicher Leiter des Salzburger Triathlonverbands. Im Jahr 2021 nahm er als Trainer von Lukas Hollaus an den Olympischen Sommerspielen in Tokio teil. Er trainiert die Triathletin Linda Hehenwarter und ist für den Nachwuchskader verantwortlich.
Kesselbacher lebt in Salzburg und in der Steiermark.

## Auszeichnungen
- 2019 Triathlon Austria Awards des ÖTRV: Trainerpersönlichkeit des Jahres[8]